# لیگ برتر فوتبال استونی ۲۰۰۵
لیگ برتر فوتبال استونی ۲۰۰۵ (انگلیسی: 2005 Meistriliiga) پانزدهمین فصل لیگ برتر فوتبال استونی است که با قهرمانی باشگاه فوتبال تی‌وی‌ام‌کی به پایان رسیده‌است.

## جدول لیگ
| رتبه | تیم                           | بازی | برد | مساوی | باخت | گل زده | گل خورده | گل تفاضل | امتیاز | صعود یا سقوط                                 |
| ---- | ----------------------------- | ---- | --- | ----- | ---- | ------ | -------- | -------- | ------ | -------------------------------------------- |
| ۱    | باشگاه فوتبال تی‌وی‌ام‌کی (C)    | ۳۶   | ۳۰  | ۵     | ۱    | ۱۳۸    | ۲۱       | ۱۱۷+     | ۹۵     | صعود به مرحله اول لیگ قهرمانان اروپا ۰۷–۲۰۰۶ |
| ۲    | باشگاه فوتبال لوادیا تالین    | ۳۶   | ۲۸  | ۵     | ۳    | ۹۷     | ۲۵       | ۷۲+      | ۸۹     | صعود به مرحله انتخابی جام یوفا               |
| ۳    | باشگاه فوتبال ناروا ترانس     | ۳۶   | ۲۳  | ۶     | ۷    | ۹۹     | ۳۴       | ۶۵+      | ۷۵     | صعود به جام اینترتوتو ۲۰۰۶                   |
| ۴    | باشگاه فوتبال فلورا تالین     | ۳۶   | ۲۱  | ۶     | ۹    | ۸۱     | ۳۶       | ۴۵+      | ۶۹     | صعود به مرحله انتخابی جام یوفا               |
| ۵    | باشگاه فوتبال ویلیاندی تولویک | ۳۶   | ۱۲  | ۱۱    | ۱۳   | ۴۶     | ۴۸       | ۲−       | ۴۷     |                                              |
| ۶    | Merkuur                       | ۳۶   | ۱۱  | ۷     | ۱۸   | ۵۲     | ۸۶       | ۳۴−      | ۴۰     |                                              |
| ۷    | باشگاه فوتبال تارتو تامکا     | ۳۶   | ۸   | ۵     | ۲۳   | ۵۰     | ۸۸       | ۳۸−      | ۲۹     |                                              |
| ۸    | Valga                         | ۳۶   | ۸   | ۴     | ۲۴   | ۳۸     | ۷۸       | ۴۰−      | ۲۸     |                                              |
| ۹    | باشگاه فوتبال کورساره         | ۳۶   | ۷   | ۶     | ۲۳   | ۴۰     | ۹۶       | ۵۶−      | ۲۷     | پلی‌آف سقوط                                   |
| ۱۰   | Dünamo (R)                    | ۳۶   | ۳   | ۳     | ۳۰   | ۲۸     | ۱۵۷      | ۱۲۹−     | ۱۲     | سقوط به لیگ دسته اول فوتبال استونی           |

1. 1 2  باشگاه فوتبال فلورا تالین qualified as Estonian Cup finalists

## پلی‌آف سقوط
| Lasnamäe Ajax | ۱ – ۰ | باشگاه فوتبال کورساره |
| ------------- | ----- | --------------------- |
| Rõtškov ۴۹'   |       |                       |

| باشگاه فوتبال کورساره  | ۲ – ۱ | Lasnamäe Ajax |
| ---------------------- | ----- | ------------- |
| Kluge ۱۱' · Pukk ۹۰+۱' |       | Andrejev ۴۶'  |

تیم لاسنامه آیاکس پس از تساوی دو بر دو در بازی رفت و برگشت با گل زده در خانه حریف پیروز شد و در لیگ برتر استونی ماندگار شد